# Onezikritos
Onezikritos (gr. Ὀνησίκριτος) – grecki filozof urodzony ok. 360 r. p.n.e. prawdopodobnie na wyspie Egina. Zm. ok. 290. Jego proweniencja nie jest całkiem pewna, np. Demetrios z Magnezji sugeruje, że Onezikritos urodził się na wyspie Astypalai. Filozof był jednym z uczniów Diogenesa. Ze względu na swój życiorys, często porównywany był do Ksenofonta. Onezikritos brał udział w wyprawie wojennej Aleksandra Wielkiego, po zakończeniu której opisał w jaki sposób wychowywano wodza. Oprócz tego stworzył dużą liczbę tekstów wychwalających postać Aleksandra.
Obok Onezikritosa, uczniami Diogenesa byli: Meander z przydomkiem Drymos, Hegezjasz z Synopy oraz Fliskos z Eginy.